# Kontrola robotnicza
Kontrola robotnicza – określenie na uczestnictwo pracowników w nadzorze nad lub czasami zarządzaniu ich zakładów pracy. 

## Charakterystyka
Podstawowym organem kontroli robotniczej są rady robotnicze, często określane są jako element demokracji w miejscu pracy czy demokracji ekonomicznej, ponieważ za ich pośrednictwem robotnicy podejmują decyzje odnośnie do kluczowych decyzji, takich jak na przykład zwolnienia grupowe czy funkcje socjalne przedsiębiorstwa, lub nawet przejmują je w znacznym stopniu. Syndykaliści opowiadają się natomiast za tym, aby kontrolę robotniczą przejęły związki zawodowe. W niektórych krajach, jak na przykład w Czechach, w sektorze bankowym pracownikom jest zagwarantowane jedno miejsce w Zarządzie lub w Niemczech, gdzie robotniczy delegat zasiada w Radzie nadzorczej spółek prawa handlowego.
W polskim systemie prawnym Rady zakładowe powstały dekretem z dnia 6 lutego 1945 o utworzeniu Rad zakładowych, jednak zanikły a wraz z wejściem Rzeczypospolitej Polskiej do Unii Europejskiej utworzono Rady pracowników, w szerokim tego słowa znaczeniu. Na świecie występują rady robotnicze: w Niemczech i Austrii (Betriebsrat), Luksemburgu (Comité Mixte), Holandii i Flamandii w Belgii (Ondernemingsraad), Francji (Comité d'Entreprise), w Walonii w Belgii (Conseil d'Entreprise) i w Hiszpanii (Comité de empresa). Na poziomie Unii Europejskiej istnieją europejskie rady zakładowe, a także minimalne standardy dla krajowych systemów prawnych co do funkcjonowania rad zakładowych.
Jako przykłady takiej kontroli można podać francuski komitet przedsiębiorstwa czy francuską Powszechną Konfederację Pracy (CGT).
Czasami kontrola robotnicza mylnie określana jest samorządnością pracowniczą.